# Hathifushi (Thaa-atol)
Hathifushi is een van de onbewoonde eilanden van het Thaa-atol behorende tot de Maldiven.